# Liten sotlav
Liten sotlav (Cyphelium karelicum) är en lavart som först beskrevs av Vain., och fick sitt nu gällande namn av Räsänen. Liten sotlav ingår i släktet Cyphelium och familjen Physciaceae.  Arten är reproducerande i Sverige. Inga underarter finns listade i Catalogue of Life.